# Aeroporto de Posse
O Aeroporto de Posse ( ICAO: SWPZ) está localizado no município de Posse, no estado de Goiás.
 

Suas coordenadas são as seguintes: 14°07'26.00"S de latitude e 46°20'31.00"W de longitude. Possui uma pista de 1500m de asfalto.